# Áp kế

Sơ đồ của một áp kế thủy ngân đơn giản với cột đứng và hộp chứa ở dưới chân

Áp kế, khí áp kế hoặc phong vũ biểu là thiết bị dùng để đo áp suất khí quyển, khi ở trên cao áp suất khí quyển thấp làm nước tăng và ngược lại. Nó có thể đo được áp suất gây ra bởi khí quyển bằng cách dùng nước, khí hoặc thủy ngân. Xu hướng thay đổi của áp suất có thể dự báo ngắn hạn trong dự báo thời tiết. Nhiều đo đạc của áp suất khí quyển được dùng trong phân tích thời tiết bề mặt để tìm ra các rãnh, vùng áp cao, vùng áp thấp,...

## Lịch sử
Áp kế đầu tiên được vô tình tạo ra bởi Gasparo Berti, khoảng từ năm 1640 đến năm 1643 . Evangelista Torricelli, người được xem là đã phát minh ra áp kế, đã xây dựng áp kế thủy ngân đầu tiên vào năm 1643 . Nhà khoa học, triết gia người Pháp René Descartes mô tả cách thiết kế một thí nghiệm để xác định áp suất khí quyển từ năm 1631, nhưng không có bằng chứng là ông đã chế thạo được một áp kế hoạt động được vào lúc đó.
Vào ngày 27 tháng 7 năm 1630, Giovanni Battista Baliani đã viết một lá thư cho Galileo Galilei giải thích một thí nghiệm trong đó một ống siphon không hoạt động khi dẫn qua một quả đồi cao khoảng hai mươi mốt mét. Galileo đã trả lời với một lời giải thích về hiện tượng: ông đưa ra một giả thuyết là mực nước được kéo lên cao bởi lực hút của chân không, đến một độ cao nào đó thì lượng nước trở nên nhiều quá và lực kéo không còn giữ được, giống như sợ dây không thể treo được vật thể quá nặng. Đây là một cách giải thích theo thuyết thiên nhiên sợ chân không (horror vacui), được bắt nguồn từ thời Aristotle.
Ý kiến của Galileo lan tới Rome vào tháng 12 năm 1638 nhờ cuốn Discorsi. Raffaello Magiotti và Gasparo Berti cảm thấy hứng thú với những ý kiến này và quyết định tìm một cách hay hơn để tạo ra chân không mà không dùng ống siphon. Magiotti nghĩ ra một thí nghiệm trong khoảng từ năm 1639 tới 1641, và Berti (cùng với Magiotti, Athanasius Kircher và Niccolò Zucchi) thực hiện nó.

## Các loại áp kế

### Áp kế dùng nước

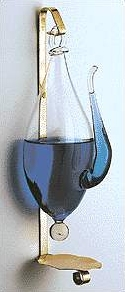
Áp kế Goethe

Khái niệm "giảm áp suất khí quyển dự báo thời tiết có bão" được phát minh bởi Lucien Vidie và là nền tảng cho thiết bị dự báo thời tiết đơn giản được gọi là phong vũ biểu hoặc "áp kế Goethe". Nó chứa bên trong một ống thủy tinh được hàn kín, đổ nước vào một nửa. Nó có một vòi hẹp nằm phía dưới mực nước và nhô cao lên hơn mặt nước, và không hàn lại. Khi áp suất khí quyển thấp hơn so với áp suất lúc hàn kín áp kế, mực nước sẽ dâng lên, và khi áp suất tăng, mực nước sẽ hạ xuống. Các biến thể của áp kế dạng này có thể tạo dễ dàng tại nhà.